# Центр национальной безопасности Y-12

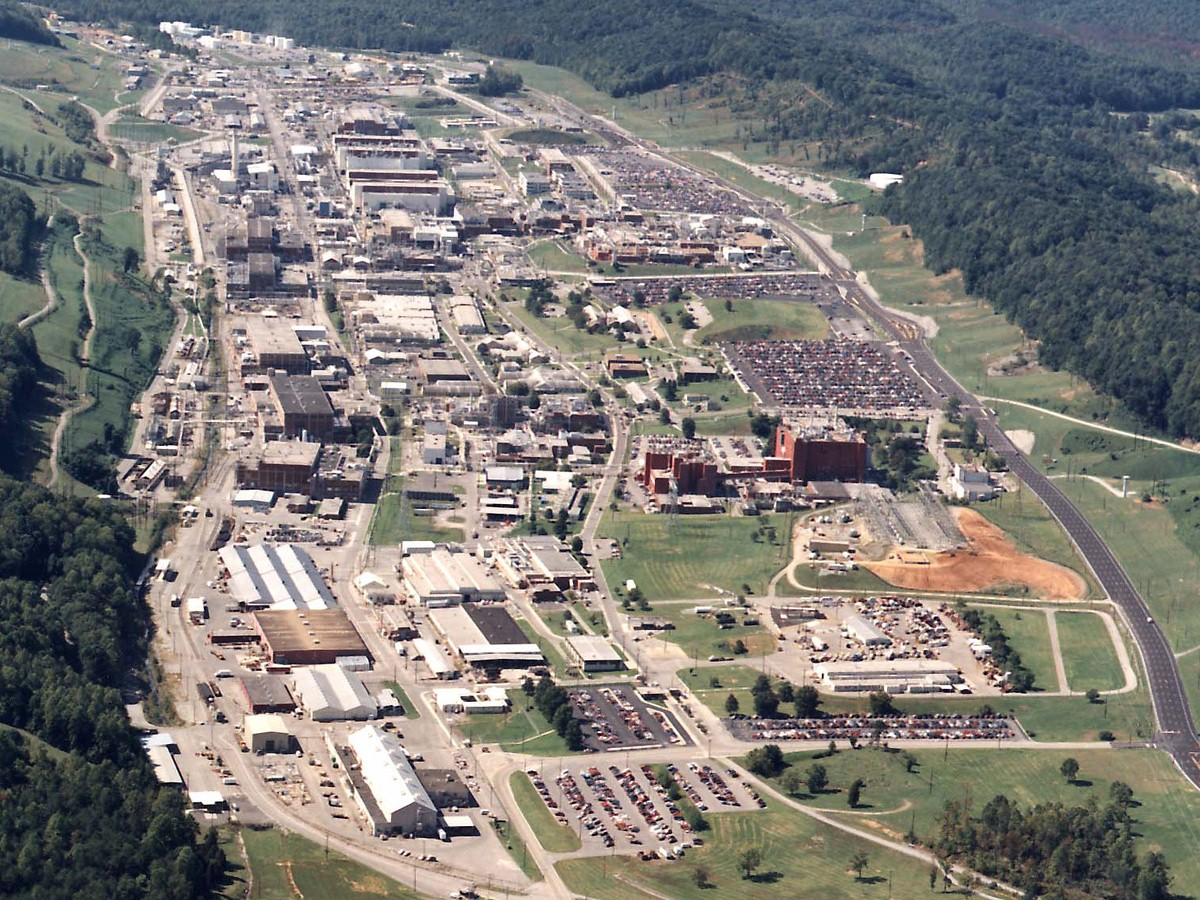
Y-12, аэрофотосъёмка

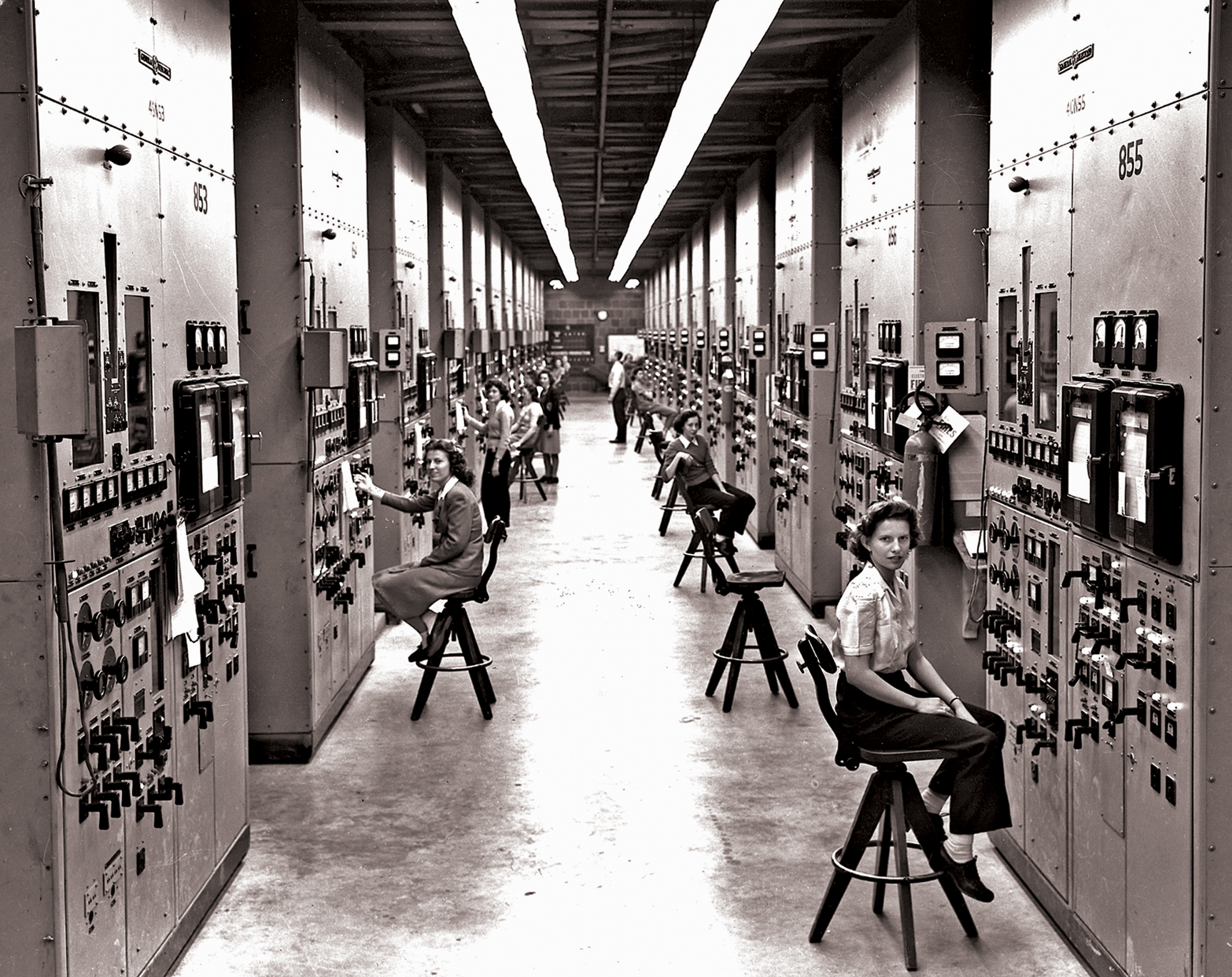
Сотрудницы Y-12 за калютронами, 1945 год. Глэдис Оуэнс — девушка в ближнем правом углу, проработала за приборной панелью сепаратора 8 месяцев, не имея представления о том, чем в действительности занимается.

Центр национальной безопасности Y-12 (англ. Y-12 National Security Complex) — центр Министерства энергетики США в пригороде Ок-Ридж, Теннесси, рядом с Национальной лабораторией Оук-Ридж. В центре производятся комплектующие для ядерного оружия, а также хранится основная часть американского запаса обогащённого урана.
Строительство центра началось в феврале 1943 года в рамках проекта «Манхэттен». Через 9 месяцев силами 22 тысяч рабочих на заводе началось обогащение урана на электромагнитных сепараторах (калютронах), с 1945 года — на газодиффузионных установках. На Y-12 в том числе было создано топливо для бомб, применённых в 1945 году против японских городов Хиросима и Нагасаки. Относится к объектам частного пользования с государственной формой собственности. В разное время центром управляли следующие компании: Tennessee Eastman (филиал Eastman Kodak), Union Carbide и Lockheed Martin.
В настоящее время в центре производится хранение обогащённого урана и ядерных боевых частей, а также их ремонт и регламентное обслуживание. На объекте заняты в общей сложности 6 тысяч человек.

## Инциденты
9 декабря 1999 года на заводе произошёл крупный взрыв, при этом десять человек подверглись радиоактивному облучению.
28 июля 2012 года активист антиядерного общественного движения и католическая монахиня из «Общества Святого Младенца Иисуса» Меган Райс, вместе с двумя активистами-последователями, 63-летним Майклом Уолли (Michael R. Walli) и 57-летним Грегори Боертье-Обедом (Gregory I. Boertje-Obed), проникла, разрезав проволочную решётку ограждения, на территорию Y-12. Там они распылителем краски нанесли антивоенные лозунги и символическую пролитую кровь (потёки красной краски) на стены тщательно охраняемого хранилища высокообогащённого урана, натянули ленту, которой полицейские ограждают место преступления, а также нанесли некоторые повреждения с помощью кувалды. Им удалось пробыть на территории Центра около двух часов, прежде чем охранники их заметили и задержали. Оправдывая своё проникновение, трое активистов цитировали как Библию, призывающую к миру во всём мире, так и Договор о нераспространении ядерного оружия. Как сообщила «The New York Times», специалисты по ядерному оружию назвали эту акцию «самой большой брешью в системе защиты за всю историю национального атомного комплекса». После случившегося, правоохранительные органы и правительственный департамент энергетики провели расследование, в ходе которого были выявлены «вызывающие беспокойство свидетельства некомпетентности» в обслуживании ядерного объекта. В результате произошли перемены в руководстве Национальной администрации по вопросам ядерной безопасности; Правительство США прекратило сотрудничество с компанией WSI, занимавшейся охраной объекта «Y-12»; ряд сотрудников этого объекта были уволены или понижены в должности.